# Hawler Medical University
Die Hawler Medical University (kurdisch زانكۆی هه‌ولێری پزیشكی) ist eine irakisch-kurdische Hochschule in Erbil (kurdisch ھەولێر Hewlêr). Der Schwerpunkt der Universität liegt auf den Gesundheitswissenschaften.
Die Hochschule entstand 2005 aus der Auslagerung der Fachbereiche Medizin, Zahnmedizin, Pharmazie und Pflegewissenschaft der Salahaddin-Universität.